# Torquéole de Campbell
Arborophila campbelli
Espèce
Statut de conservation UICN

 LC  : Préoccupation mineure
La Torquéole de Campbell (Arborophila campbelli) est une espèce d'oiseaux de la famille des Phasianidae.

## Taxinomie
Elle était et est parfois encore considérée comme une sous-espèce de la Torquéole de Horsfield (A. orientalis), ou de la Torquéole de Sumatra (A. sumatrana) lorsque celle-ci n'est pas considérée comme sous-espèce de la précédente.

## Distribution
Cet oiseau peuple les montagnes de la péninsule Malaise.

## Habitat
Cette espèce fréquente les sous-bois denses des forêts primaires de diptérocarpes, entre 750 et 1 600 m mais presque toujours au-dessus de 1 100 m (Hennache & Ottaviani 2011).

## Mœurs
Elles sont assez mal connues. Des analyses de contenus d’estomacs ont montré que ces torquéoles consommaient les fruits du rotin, ceux de plantes rampantes comme Pratia begonaefolia, des termites et de petits gastéropodes (Madge & McGowan 2002).

## Voix
Le chant, similaire à celui des autres espèces voisines, orientalis, sumatrana et rolli, consiste en une série d’une douzaine de doubles notes pi-hor, la deuxième une octave plus bas que la première, précédées par des sifflements plaintifs oï oï oï répétés plusieurs fois, jusqu’à 25 fois (13 fois en 10 secondes). Le cri d’alarme est plus rapide mais formé aussi de double notes wout-wit, wout-wit (Hennache & Ottaviani 2011, Madge & McGowan 2002).

## Nidification
Deux nids seulement ont été trouvés, l’un de deux œufs en mars et l’autre de quatre œufs. Le premier consistait en un enchevêtrement circulaire de feuilles et de racines, d’environ 15 cm de diamètre, placé au pied d’un palmier bas ; le deuxième était un court tunnel creusé dans la litière forestière, peut-être par les oiseaux eux-mêmes. On ne connaît rien du comportement en saison de reproduction (Hennache & Ottaviani 2011, Madge & McGowan 2002).

## Statut et conservation
Cette torquéole vit disséminée dans les forêts de montagne quand l’habitat lui convient, notamment dans les réserves des monts Cameron et Bukit Fraser. Théoriquement tout ce qui reste de la forêt malaise est protégée au-dessus de 750 m, ce qui assure une certaine sécurité pour cette espèce (Hennache & Ottaviani 2011, Madge & McGowan 2002).